# Sen lesa
Sen lesa je opera (autor ji nazývá „hudební báseň“) o třech jednáních českého skladatele Ladislava Prokopa (vl. jm. Ladislav Prokop Procházka) na libreto, které skladatel sám prozaicky naskicoval a Karel Mašek upravil a zveršoval.

## Vznik a charakteristika opery
Opera byla napsána v letech 1905–1906 a premiéru měla 7. června 1907 v Národním divadle. Přes příznivé kritiky a přestože se opera při premiéře „těšila při vyprodaném domě úspěchu neobyčejně skvělému“, dosáhla celkem pouze tří repríz. V hudebním časopise Dalibor a poté i samostatně vyšla recenze libreta od A. Rektoryse a rozbor hudby od samotného autora. Jiná divadla ji už nenastudovala.
Hudba je novoromantická, navazuje na Richarda Wagnera. Má dvě odlišné hudební roviny: polyfonní a rozvíjenou hudbu spojenou s alegorickým světem poezie a prostší, homofonní hudbu pro svět všedních lidí. Poezie a Satyr mají své vlastní motivy, podobně melodicky je obdařen i Karel; všichni ostatní mají motivy odvozené od jediného motivu „zlata“, tj. hamižnosti.
Ačkoliv podle Artuše Rektoryse libreto této opery „náleží k nejlepším, jež kdy u nás byla napsána“ a chválil „skvělou, básnickou jeho dikci, bohatý a zpěvný verš, novost sujetu, originalitu myšlenky a poetické její zpracování“, jiní kritikové však při uznání poetičnosti jeho symbolismu poukazovali na „křehounkou pavučinku“ děje a přílišnou odtažitost: „… jsouť to právě ony ustavičné abstrakce, ta celá allegoričnost děje, která novotou svého zjevu sice na jevišti dráždí, ale v průběhu též unavuje a zeslabuje účin.“ Ačkoli kritika dílo vítala jako dílo znamenité a překvapivě vyspělé, její naděje, že „vstoupil na české jeviště nový pracovník, operní talent rozhodný“ se v budoucnu nenaplnila.

## Osoby a první obsazení
| osoba                                                                                     | hlasový obor | premiéra (7.6.1907)    |
| ----------------------------------------------------------------------------------------- | ------------ | ---------------------- |
| Poesie                                                                                    | soprán       | Růžena Maturová        |
| Karel, učitel hudby                                                                       | tenor        | Otakar Mařák           |
| Satyr                                                                                     | bas          | Jiří Huml              |
| Noc                                                                                       | alt          | Olga Valoušková        |
| Matka Karlova                                                                             | alt          | Marie Klánová          |
| Zdenka, Bohatova dcera                                                                    | soprán       | Kamila Ungrová         |
| Jan, její ženich                                                                          | baryton      | František Šír          |
| Bohata, občan                                                                             | bas          | Robert Polák           |
| Žnec                                                                                      | tenor        | Mirko (Vladimír) Štork |
| Žnečka                                                                                    | soprán       | Doubravka Černochová   |
| Rosa                                                                                      | soprán       | Vilemína Hájková       |
| Spánek                                                                                    | tenor        | Bedřich Bohuslav       |
| Vánek                                                                                     | bas          | Antonín Hlaváček       |
| Šum lesa, satyrové, výletníci z města, dívky, mladí pánové, otcové, matky, družina Poesie |              |                        |
| Dirigent: František Jílek, režisér: Robert Polák                                          |              |                        |

## Děj opery

### 1. dějství
(Mýtina v hlubokém borovém lese) Les šumí. Noc se ujímá vlády. Vychází měsíc a na mýtinu vstupuje Poesie. Prochází svou říší a zdá se jí, že je nejmocnější královnou. Na zříceninách hradu se objevuje rytíř v brnění. Poesie ho zdraví jako svého oddaného služebníka a zve ho k sobě. Rytíř před ní pokleká, ale když odloží helmici a krunýř, ukáže se, že je to Satyr – rozpustilý bůžek, který vážné a velebné Poesii svým smíchem drásá srdce. Satyr Poesii tvrdí, že lidé neuznávají její vládu a uctívají něco zcela jiného. Na jeho pokyn se objeví velké zlaté jablko a další satyrové opěvují skvost, jehož kult lidstvo vyznává. Poesie nevěří a Satyr se s ní sází: nechť vyjde do světa, a najde-li tam pro svůj sad jeden květ nezlomený zlatem, Satyr se jí poddá a bude všude hlásat její svrchovanost. Poesie souhlasí.
Svítá a lidský svět se ohlašuje nejprve písní dvou ženců vyrážejících do práce. Poté se připotácí Karel, mladý učitel hudby, neduživý a nervosní. Zpívá o lese, stráních, ptačím šveholení; tu opěvuje samotu, tu zase toužebně volá po lásce. Nakonec v usedavém pláči klesá do mechu. Poesie se mu zjeví. Karel je jí ihned očarován, ale zklame jej, že Poesie míří mezi lidi do města, zatímco on odtamtud právě prchá.
Na mýtinu konečně dorazí bujará skupina výletníků, mezi nimi měšťan Bohata, jeho dcera Zdenka a statný a pohledný Jan. Dívky naleznou v lese se skrývajícího Karla, a protože je učitel hudby, vyzývají ho, aby společnosti zazpíval. Karel jim zpívá vážnou píseň o padlém rytíři, plnou hloubky a bolu, kterou však výletníci přijmou s rozpaky a posměchem, protože ji považují za nepřiměřenou okolnostem. Zato Janova svěží píseň strhne všechny posluchače. Satyr v přestrojení za myslivce představuje výletníkům Poesii jako svou neteř a Zdenka se jí ujímá. Poesie s nevolí pozoruje, jak nešetrně se lidé z města k přírodě chovají: zůstávají po nich polámané větve a rozházené kvítí. Přesto Poesie uskutečňuje svůj záměr a následuje je do města. Šum lesa ji vyprovází.

### 2. dějství
(Náměstí s hospodou a Bohatovým domem) Na náměstí je připraven pomník k odhalení. Z jedné strany – hospody – zaznívá zpěv štamgastů oslavující pivo, z druhé strany – Bohatova domu – salonní klavírní kousek, jejž hraje Zdenka. Poesie se Satyrem v lidském oděvu přicházejí a Satyr jí vypráví o chystané slavnosti: odhalí se nový pomník básníka, který dokázal svými verši opěvovat vždy to, co se nejvíce líbilo.
Zdenka touží po ženichovi, který by byl bohatý a vznešený. Odbývá svého obdivovatele Karla, který jí přišel dát hodinu klavíru, a chudý Jan touží po penězích, jimiž by si dokázal naklonit Zdenčino srdce. Bohata urazí Poesii a ta vystoupí na náměstí: vším svým kouzlem láká lid do své říše krásy, dobra a pravdy. Dav jí omámeně naslouchá a s nadšením přizvukuje. Tu se sochy spadne plachta a odhalí Satyra v jeho pravé podobě. Satyr nabízí zlaté jablko tomu, kdo se ho nejrychleji zmocní. Lidé se ihned odvrátí od Poesie a vrhnou se po jablku; ve všeobecné tlačenici se prosadí Jan. Zdenka mu okamžitě projevuje přízeň. Karla mezitím dav takřka ušlapal a Poesie ho nachází v bezvědomí.

### 3. dějství
(1. obraz – Chudý pokoj Karlův) Matka ošetřuje nemocného Karla a vzpomíná na Karlova otce, který celý život marně bažil po slávě. Po jejím odchodu naříká Karel nad svým osudem a volá po opravdovém umění a opravdovém štěstí. Dovleče se ke klavíru a začne hrát; tu se ozve hudba a zjeví se říše Poesie. Karel jí jde vstříc, Poesie sestoupí se svého trůnu a líbá jej na čelo. Vize zmizí; Karel je opět na lůžku v bezvědomí a matka se vrací, aby mu zazpívala ukolébavku.
(2. obraz – Mýtina v hlubokém borovém lese) V lese se procházejí Jan se Zdenkou a sdělují si navzájem plány, co si za zlato pořídí. Satyr je vyžene. Poesie přivádí Karla – zdravého, ale zasněného. Ukazuje mu svou říši a Karel ji žádá, aby ho do ní přijala. Poesie mu žehná a Karel zdřevění. Poesie usedá pod korunou statného stromu, ve který se Karel proměnil, a Satyr se jí klaní. Vyhrála sázku a našla – byt jediný – květ pro svůj sad.

## Instrumentace
Pikola, 2 flétny, 2 hoboje, 1 anglický roh, 2 klarinety, 1 basklarinet, 2 fagoty, 1 kontrafagot, 4 lesní rohy, 3 trubky, 3 pozouny, 1 kontrabastuba, smyčce (1. a 2. housle, violy, violoncella, kontrabasy), 2 harfy, tympány, činely, triangl, vojenský buben, velký buben, tamburína, tamtam. Na scéně: varhany, klavír, 3 trubky, 2 klarinety, 2 lesní rohy, kontrabastuba, velký buben, činely.